# Wepar
Wepar – w tradycji okultystycznej, czterdziesty drugi duch Goecji. Znany również pod imionami Wefar, Separ, Vephar i Vepar. By go przywołać i podporządkować, potrzebna jest jego pieczęć, która według Goecji powinna być zrobiona z miedzi.
Jest wielkim i silnym księciem piekła. Rozporządza 29 legionami duchów.
Posiada władzę nad wodą i jest przewodnikiem okrętów. Potrafi wywołać sztorm i sprawić, że morze zapełni się statkami. Uprowadza statki handlowe. Może doprowadzić ludzi do śmierci w ciągu trzech dni przez gnijące i robaczywiejące rany, które potrafią wyleczyć tylko egzorcyzmy.
Wezwany, ukazuje się pod postacią syreny.